# Polizeimeisteranwärter
Polizeimeisteranwärter (Abkürzung PMAnw oder PMA) ist die Dienstbezeichnung eines Anwärters für den mittleren Polizeivollzugsdienst bei der deutschen Polizei. Sie leisten Vorbereitungsdienst (Ausbildung).
In Bayern erfolgt nach einem Jahr die Beförderung zum Polizeioberwachtmeister (Besoldungsgruppe A 5), in anderen Ländern (z. B. Baden-Württemberg) und bei der Bundespolizei wird die Amtsbezeichnung bis zum Ende des Vorbereitungsdienstes geführt. Der Anwärter wird dann direkt zum Polizeimeister ernannt.
Die Rechte des Anwärters sind unterschiedlich geregelt. In einigen Ländern hat der Beamte noch keine Vollzugsrechte, er darf sich nur der Jedermannsrechte bedienen. In anderen Ländern ist er während des Praktikums vollwertiger Polizeibeamter. Die Ausbildung findet in nahezu allen Ländern bei der Bereitschaftspolizei (oft verbunden mit Praktika bei der Schutzpolizei) statt. Lediglich in einigen wenigen Ländern wird die Ausbildung ausschließlich an Polizeischulen durchgeführt.
Die Tätigkeit eines PMAnw beschränkt sich somit in der Regel auf den Dienst in einem Standort der Bereitschaftspolizei, wo er die Befähigung zur Laufbahnprüfung des mittleren Polizeivollzugsdienstes erlangen soll.
Polizeimeisteranwärter erhalten Anwärterbezüge. Das Dienstgradabzeichen ist je nach Land unterschiedlich gestaltet (Siehe Bilder). Eine Übersicht über die Handhabung in den Ländern gibt es unter Amtsbezeichnungen der deutschen Polizei.

Polizeiobermeisteranwärter (Abkürzung POM-A) ist die Dienstbezeichnung eines Anwärters für den mittleren Polizeivollzugsdienst des Landes Brandenburg. Am Ende der Ausbildung, bei bestandener Laufbahnprüfung und Bestehen der sportlichen Leistungsüberprüfungen wird der Anwärter dann zum Polizeiobermeister ernannt.

Schulterklappen
in BE, BB, TH, DE
in BW
in BY, HH, MV, ST, SN
der Wasserschutzpolizei Hamburg

→ Siehe auch Amtsbezeichnungen der deutschen Polizei
| Niedrigere Amtsbezeichnung --- | Niedrigere Amtsbezeichnung --- | Aktuelle Amtsbezeichnung Polizeimeisteranwärter | Höhere Amtsbezeichnung Polizeioberwachtmeister/Polizeimeister |
| Laufbahn: mittlerer Dienst – gehobener Dienst – höherer Dienst Alle Amtsbezeichnungen auf einen Blick: siehe Amtsbezeichnungen der deutschen Polizei. |                                |                                                 |                                                               |